# Alcubierre-drev
Et Alcubierre-drev er et hypotetisk warp-drev, som er i stand til at flytte et rumfartøj gennem rumtiden med hastigheder større end lysets (dog ikke lokalt) ved at krumme rumtid, således at rummet foran drevet trækkes sammen og rummet bagved drevet udvides, hvormed en warpbobbel, en slags bølge, skabes. Dette giver ikke fartøjet i sig selv fremdrift, men bevæger i stedet selve rummet omkring fartøjet. Alcubierre-drevet ville være i stand til at flytte fartøjet med overlyshastighed samtidig med at overholde Einsteins relativitetsteori.
I 1994 foreslog den mexikanske fysiker Miguel Alcubierre en metode til at strække rumtiden i en bølgebevægelse, som teoretisk ville trække rumtiden sammen foran et rumfartøj og få rumtiden bagude til at udvide sig. Rumfartøjet ville ride på denne bølge inde i warp-boble–området som vist i den illustrerede flade rumtid. Da rumfartøjet ikke bevæger sig indeni i denne boble, men bliver ført med rumtidsområdet, som selv bevæger sig, vil relativistiske effekter såsom tidsdilation ikke finde sted, som de vil med rumfartøjer, som bevæger sig med høj hastighed gennem en flad rumtid.
Kvantemekanik forbyder ikke “rumtidsgenveje” baseret på Alcubierre-drev.
En artikel af José Natário offentliggjort i 2002, viste at det ville være umuligt for rumfartøjet at sende signaler til warp-boble forenden, hvilket betyder at besætningen ikke ville kunne styre eller stoppe rumfartøjet.
Harold G. White mente i 2012 at man kunne realisere Alcubierre drevet med betydeligt mindre masse end tidligere beregnet.
I år 2021 har to forskere Alexey Bobrick og Gianni Martire fundet en matematisk løsning på et Alcubierre-drev, som ikke har behov for negativ energi. Den ene artikel (Alexey Bobrick og Gianni Martire) kan teoretisk kun opnå under-lyshastighed med sin løsning - og den anden artikel (Erik Lentz) kan teoretisk opnå overlyshastighed.